# ترابری در اسرائیل

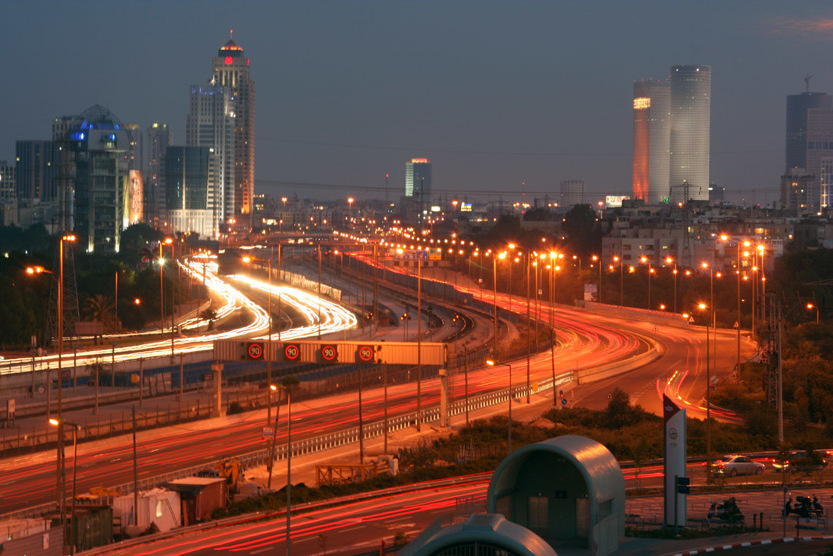
بزرگراه آیالون، تل‌آویو

ترابری در اسرائیل (به انگلیسی: Transport in Israel) به‌طور عمده بر مبنای وسایل نقلیه موتوری شخصی، سرویس اتوبوس و شبکه راه‌آهن در حال گسترش، استوار است. فقدان مسیرهای آبی داخلی و وسعت کوچک این کشور، ترابری هوایی و آبی را در حوزه ترابری داخلی کم‌اهمیت جلوه می‌دهد، اما آنها برای خطوط حمل‌ونقل بین‌المللی اسرائیل اهمیت حیاتی دارند. الزامات رشد جمعیت، عوامل سیاسی، نیروهای دفاعی اسرائیل، گردشگری و افزایش ترافیک، پیشرفت در تمام بخش‌ها را طلب می‌کند، و در عین پیشرفت مسیر اصلی در گذار تحرک به سوی حمل‌ونقل عمومی و ریلی، در حال دور شدن از ترابری عمومی جاده‌ای است.تمام جنبه و رویه‌های حمل‌ونقل در اسرائیل تحت نظارت وزارت حمل‌ونقل و ایمنی جاده است.

## حمل‌ونقل شخصی
جاده‌ها

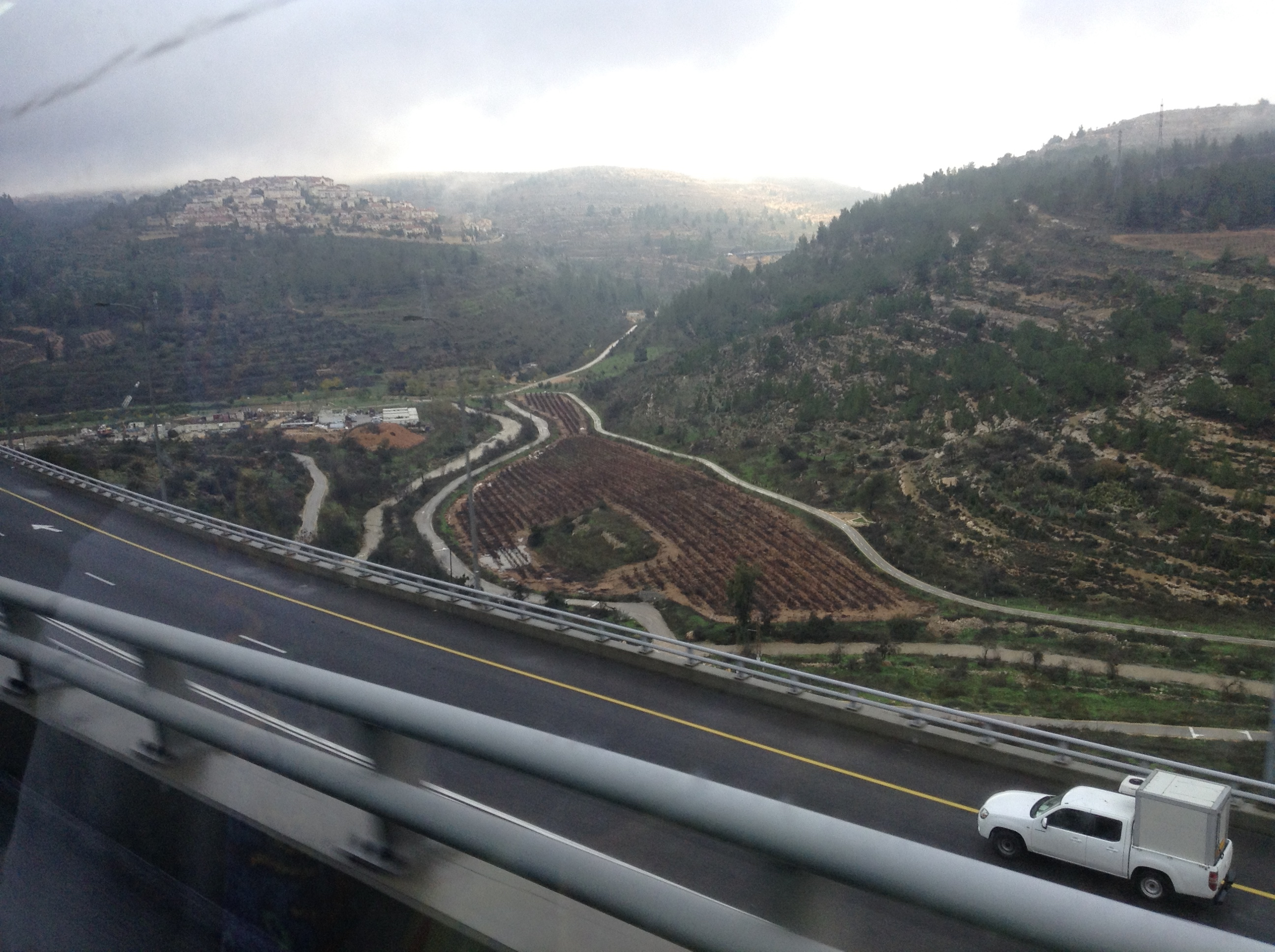
بزرگراه ۱: از اورشلیم به تل‌آویو

شبکه جاده‌ای اسرائیل بالغ بر ۱۸٬۰۹۶ کیلومتر (۱۱٬۲۴۴مایل) است که ۴۴۹ کیلومتر (۲۷۹ مایل) از آن در دسته آزادراه قرار دارد. شبکه جاده‌ای تمام کشور را پوشش می‌دهد.
بزرگراه ۶، بزرگراه ترانس اسرائیل از شرق حیفا شروع و تا حومه بیر شیوا امتداد دارد که مسافت آن بالغ بر ۲۰۰ کیلومتر (۱۲۰ مایل) است. بزرگراه ۱، مابین تل‌آویو و اورشلیم و بزرگراه ۲، مابین تل‌آویو و حیفا تحت مراقبت و نگهداری خوبی قرار دارند.
مسیر دوچرخه

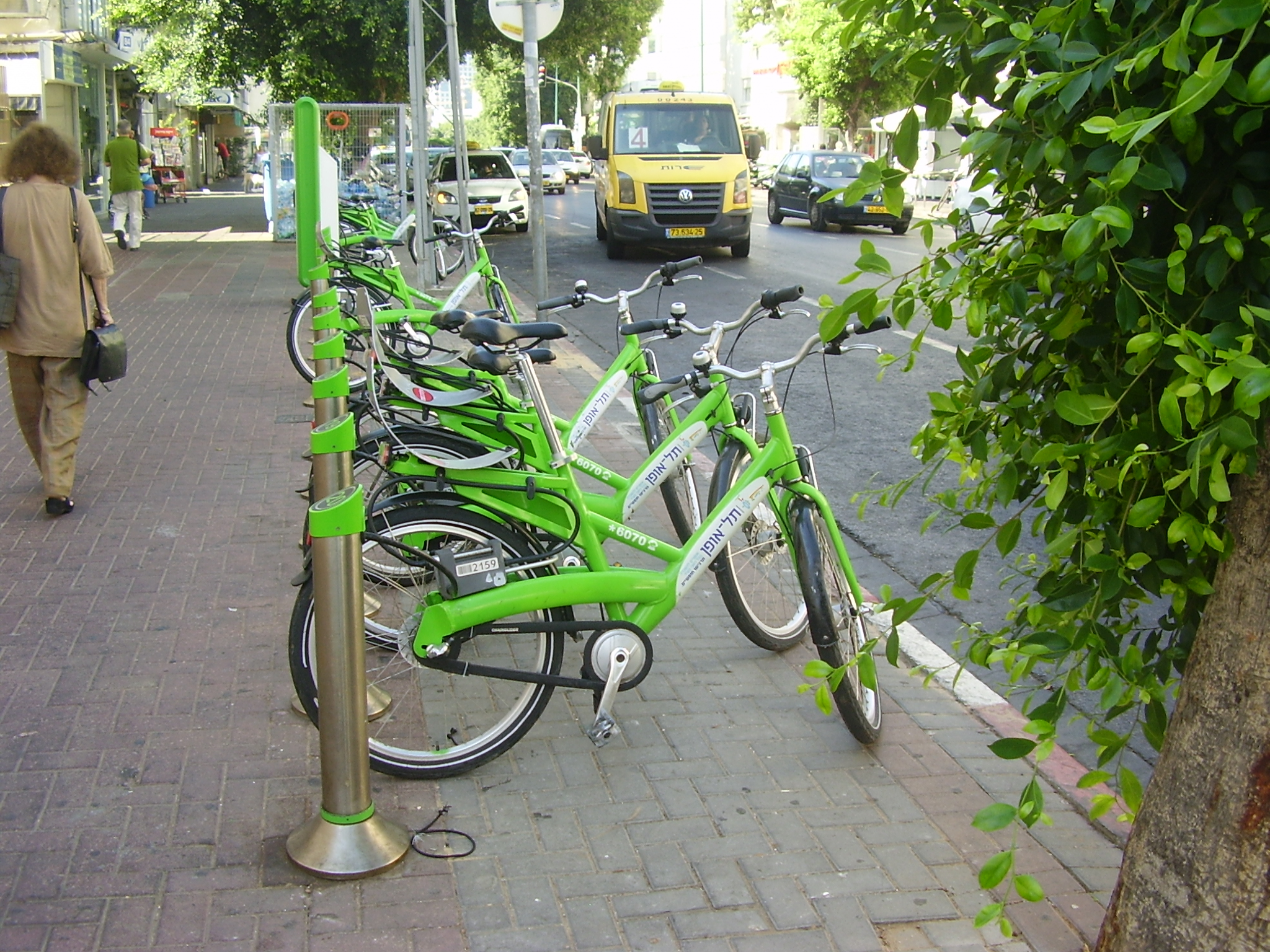
تل_اُ_فان (Tel-O-Fun) در تل‌آویو

تل‌آویو دارای شبکه‌ای از مسیر دوچرخه‌سواری در حال گسترش، در مجموع به مسافتی بیش از ۳۶۰ کیلومتر (۲۲۴ مایل) است که در دسترس بوده یا طراحی شده تا مسیر آن ایجاد شود. در ماه آوریل ۲۰۱۱، شهردار تل‌آویو سامانه دوچرخه اشتراکی به نام تل_اُ_فان (Tel-O-Fun) را راه‌اندازی کرد که برای آن ۱۵۰ ایستگاه در محدوده شهر، جهت اجاره دوچرخه در نظر گرفته شده بود. اورشلیم بیش از ۱۲۵ کیلومتر (۷۸ مایل) مسیر دوچرخه در دسترس یا طراحی شده برای ایجاد مسیر دارد.

## حمل‌ونقل عمومی
در ماه مارس ۲۰۲۴، اسرائیل اصلاحات در نظر گرفته شده را به منظور تشویق به استفاده از حمل و نقل عمومی، از طریق کاهش هزینه‌های استفاده از آن، به اجرا گذاشت. این اصلاحات شامل تخفیف ۵۰ درصدی برای افرد معلولی است که ساکن پیرامون شهر، نه در مناطق متمول، می‌باشند. تخفیف ۳۳ درصدی به افراد بین سن ۱۸ تا ۲۶ سال، تا به استفاده از حمل و نقل عمومی عادت کنند. سربازان ترخیص شده و افرادی که خدمت سربازی را به پایان برده‌اند به مدت یکسال به صورت رایگان از حمل و نقل عمومی استفاده خواهند کرد. این تسهیلات برای بلیط تک سفره اعمال نخواهد شد و تنها برای سازوکار «کارت بلیط ماهانه» (monthly free) به کار خواهد رفت.
سرویس اتوبوسرانی
اتوبوس‌ها، قالب اصلی حمل و نقل عمومی در اسرائیل را تشکیل می‌دهند. در سال ۲۰۱۷، تعداد سفر مسافران توسط اتوبوس به حدود ۷۴۰ میلیون رسید. در سال ۲۰۰۹، ۱۶ شرکت اتوبوسرانی در مجموع مشتمل بر ۵٬۹۳۹ اتوبوس و ۸٬۴۷۰ راننده، مرتبط با حمل و نقل عمومی به فعالیت مشغول بودند. شرکت اتوبوسرانی ایگد، بزرگ‌ترین شرکت اتوبوسرانی اسرائیل است و در تمام خطوط سراسر کشور خدمات ارائه می‌دهد. خطوط اتوبوسرانی در برخی نقاط، توسط شرکت‌های حمل و نقل کوچکتر انجام می‌گیرد که بزرگ‌ترین آن شرکت دن باس است که مسیرهای غوش دان را در حوزه فعالیت خود دارد.
ایستگاه‌های اتوبوس در اسرائیل، به غیر از ایستگاه‌های اتوبوس خوداتکا، دو نوع هستند که ترمینال‌‌ها و ایستگاه‌های مرکزی می‌باشند. هر ترمینال تعدادی مسیر، به طور معمول بیش از دوازده مسیر را تحت پوشش قرار می‌دهد در حالی که یک ایستگاه مرکزی ممکن است به بیش از صد مسیر اتوبوسرانی خدمات ارائه دهد. بزرگترین ترمینال مرکزی اتوبوس در اسرائیل، ایستگاه مرکزی اتوبوس تل‌آویو است که نیز رتبه دوم بزرگترین ترمینال اتوبوس در جهان را در اختیار دارد.

## ناوگان بازرگانی
- در مجموع: ۱۸ کشتی (تناژی بالغ بر ظرفیت ناخالص ۱۰۰۰ یا بیشتر) در مجموع ظرفیت ناخالص ۷۱۶٬۳۸۲، تناژ وزن مرده ۸۴۵٬۰۵۳ تن
- کشتی‌ها بر اساس نوع: کشتی باری ۱، کشتی حمل مواد شیمیایی ۱، کشتی کانتینری ۱۶ (۲۰۰۶)

بسیاری از کشتی‌های تحت مالکیت و مدیریت شرکت‌های اسرائیلی تحت پرچم مصلحتی خارجی فعالیت می‌کنند. خدمات کشتیرانی یکپارچه زیم اسرائیل یکی از بزرگ‌ترین شرکت‌های کشتیرانی در جهان است.